# Klitsa Mountain
Klitsa Mountain är ett berg i Kanada.   Det ligger i provinsen British Columbia, i den sydvästra delen av landet, 3 700 km väster om huvudstaden Ottawa. Toppen på Klitsa Mountain är 1 639 meter över havet.
Terrängen runt Klitsa Mountain är huvudsakligen bergig. Klitsa Mountain är den högsta punkten i trakten. Trakten runt Klitsa Mountain är nära nog obefolkad, med mindre än två invånare per kvadratkilometer.. Det finns inga samhällen i närheten.
I omgivningarna runt Klitsa Mountain växer i huvudsak barrskog.